# الكرم (تونس)

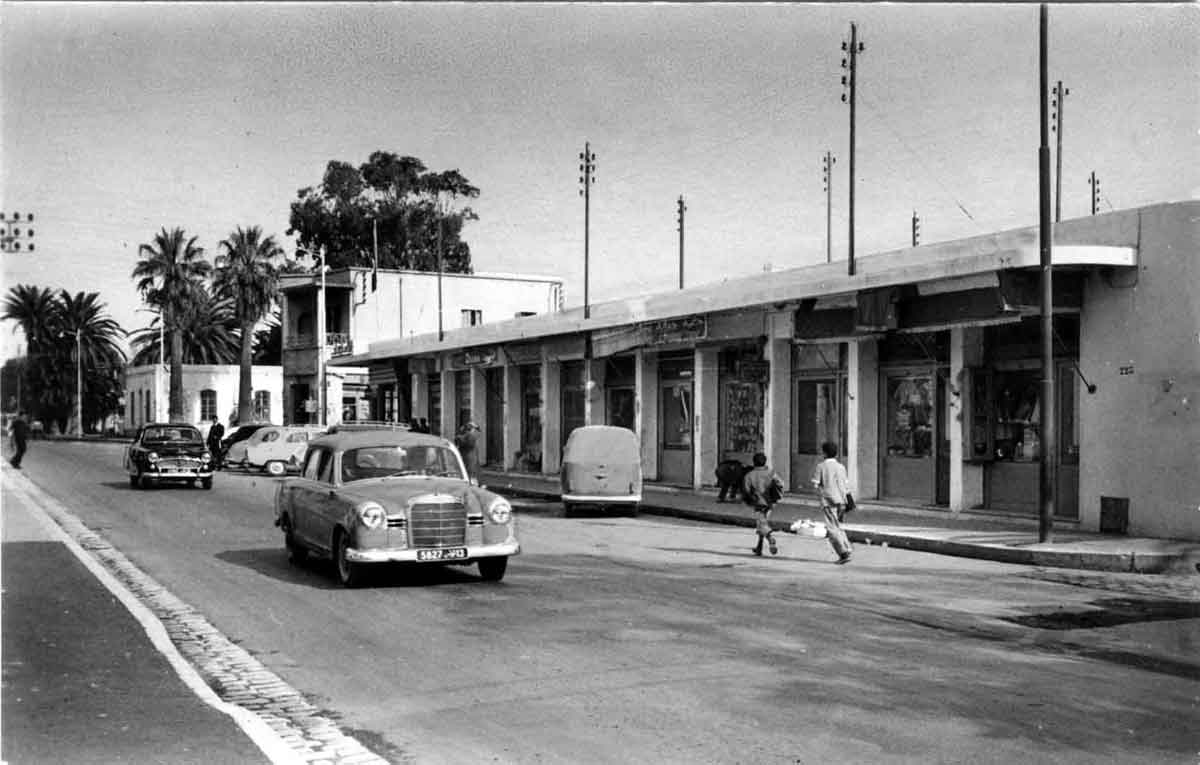
شارع الحبيب بورقيبة بالكرم عام 1964

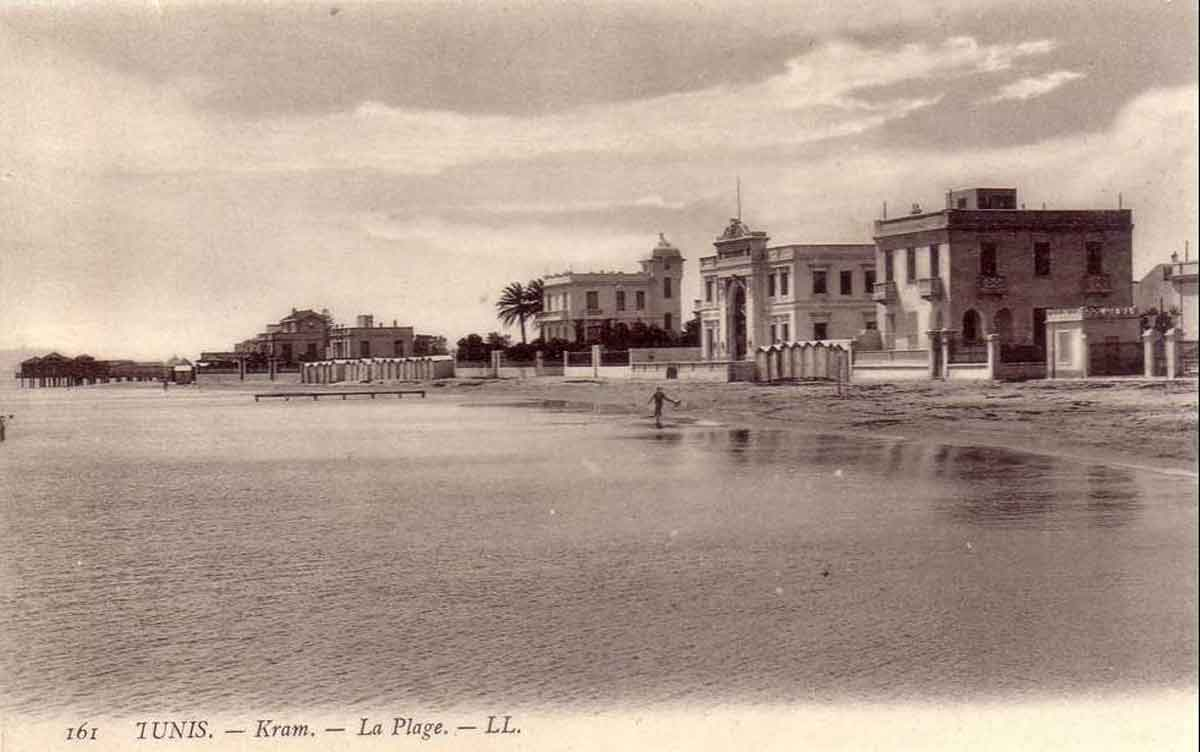
شاطئ الكرم عام 1905

الكرم مدينة تقع بالشمال الشرقي التونسي بين مدينتي حلق الوادي وقرطاج، شمال شرق قالب:مدينة تونس، وهي تابعة إداريًا لولاية تونس.

## تاريخ المدينة
تعود جذور مدينة الكــرم إلى حقبة زمنية بعيدة وبالتحديد إلى تاريخ نشأة قرطاج هذه المدينة الفينيقية التي ظهرت خلال القرن التاسع قبل الميلاد (سنة 814 ق.م)
وقد امتد التوسع العمراني بها إلى حدود مدينة صلامبو الملاصقة لمدينة الكرم.
وقد وجدت آثار دالة على الوجود الإنساني في تلك المنطقة آنذاك وخاصة المقابر الفينيقية المقدسة... ومن البديهي أن يكون الوجود الإنساني حاضرا كذلك بجهة الكرم لقربها من قرطاج والتصاقها بصلامبو
في شكل تجمعات ريفية نظرا لشهرة هذه التربة بالخصوبة. ثم شهدت هذه المنطقة تطورا عمرانيا ملحوظا في أواخر القرن 19 عندما شرع بعض الوزراء والأعيان وأهل الرفعة امثال دار الماجري اقدم دار مع دار لاغا ودار لصرم- بن حسين -بن عزالدين -النقاش- دواد بلقاضي ..
في الانتصاب بالضاحية الشمالية لمدينة تونس ليكونوا مقربين من الملك محمد باشا باي (1856 – 1859)
حيث اتخذ المشير الأول محمد أحمد باشا باي من مدينة حلق الوادي مستقرا له
وبنى الوزير الأكبر مصطفى خزندار قصرا بجهة قرطاج، فيما شيد خير الدين باشا قصرا بالجهة الحاملة لاسمه.
وفي هذا الإطار اختارالوزير مصطفى آغا منطقة الكرم ليشيد قصره الذي يعتبر أول بناية بهذه المنطقة.
وشيئا فشيئا بدأت تظهر مدينة جديدة تحتوي على مساكن جميلة تحيط بها حدائق غناء تحتضن أغلبها شجرالتين.
وقد اقترنت مدينة الكرم بأسماء المشاهير أمثال مصطفى آغا الثاني شاعر الطبيعة والرومانسية
ومحمد الشاذلي خزندار أمير الشعراء الذي اقترن اسمه بالحركة الوطنية لالتزامه بالدفاع عن القضية التونسية وعن ملوكها الوطنيين
وجلال الدين النقاش الشاعر المعروف الذي اقترنت باسمه أشهر الأغاني التونسية.
كما احتضنت مدينة الكرم ولمدة طويلة فنان تونس الأول «شحرور الخضراء» علي الرياحي والفنانة عليا.
و تتميز مدينة الكرم بموقعها الإستراتيجي باعتبارها منطقة سياحية واقتصادية هامة
وتمثل نقطة عبور رئيسية بين حلق الوادي وقرطاج.
والكرم اسم يحمل أكثر من دلالة وأبعاد تاريخية وحضارية عميقة فهو مستوحى من المساحات الشاسعة لأشجار التين
التي كانت تحتضنها المنطقة قديما وهو كذلك رمز لصفة الكرم التي تعتبر قيمة ثابتة من قيمتها الدينية والحضارية.
```
وتمثل المدينة كذلك إطارا جميلا بمساحتها الخضراء الممتدة وقصورها المطلة على الشاطئ
التي تعود إلى عشرات السنين وبناءاتها المتناسقة المنتصبة في الجزء الشرقي
فضلا عن الحركية الدؤوبة التي تميزها وخاصة خلال فصل الصيف.
```

## قصر المعارض بالكرم

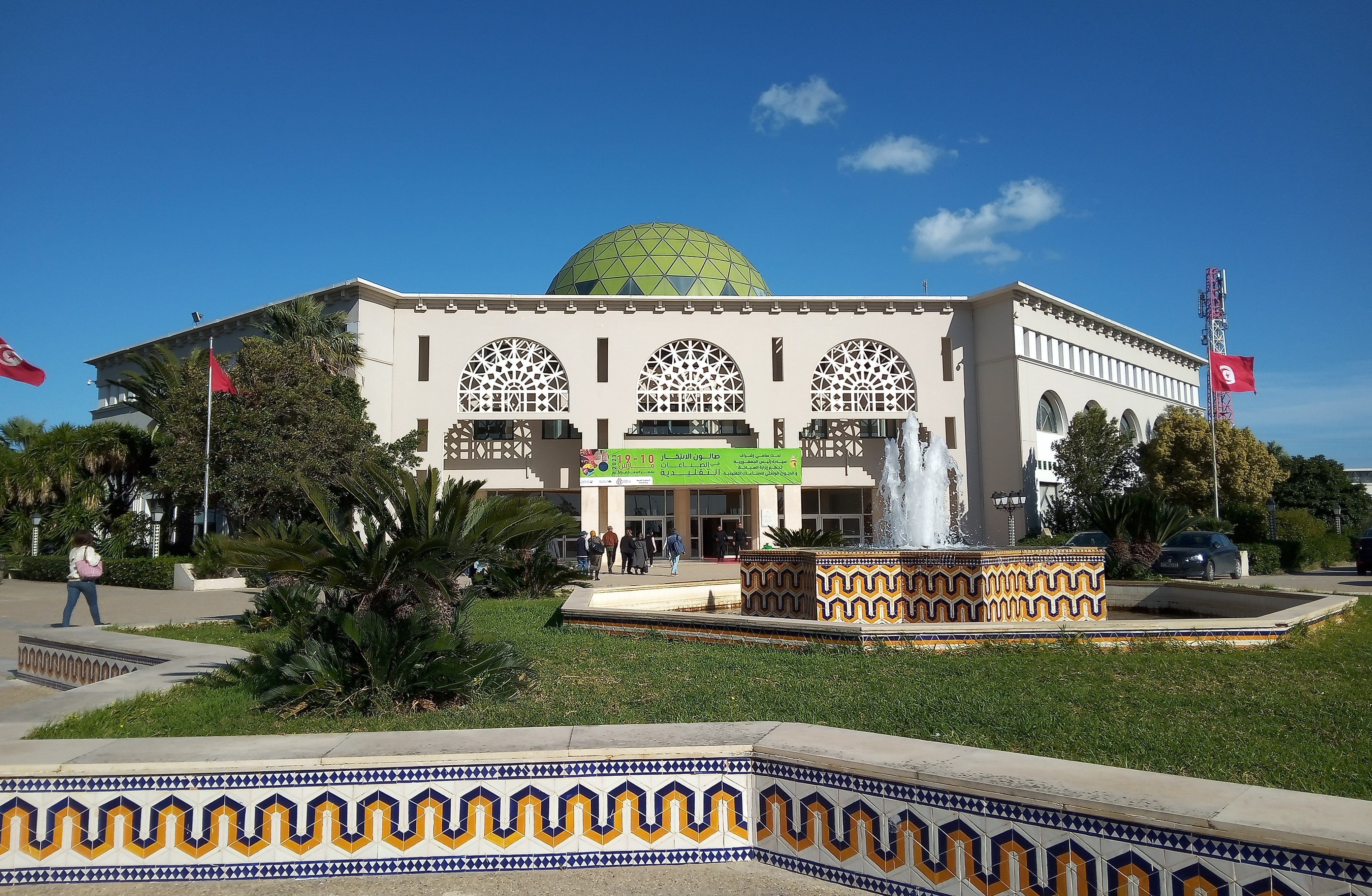
قصر المعارض بالكرم،صالون الابتكارللصناعات التقليدية في دورته 39 مارس 2023

تشتهر المدينة بقصر المعارض والمركز التجاري الدولي بالكرم مفتوح في فبراير 1990 ويتوزع على مساحة 35 ألف متر مربع (3.5 هكتار) وهو أكبرمركز في البلاد.
يتم فيه تنظيم العديد من المعارض مثل معرض تونس الدولي للكتاب وصالون الابتكارللصناعات التقليدية الذين ينظما سنويًا منذ عام 1982.  

## أعلام
- قيس اليعقوبي
- مصطفى آغا
- سمير السليمي
- المازري حداد
- المهدي بن سليمان

### مواضيع ذات علاقة
- معتمدية الكرم.